# سیدمحمودلو
سیدمحمودلو (ترکی آذربایجانی: Seyidmahmudlu) یک منطقهٔ مسکونی در جمهوری آرتساخ است که در استان هادروت واقع شده‌است.